# 짜 랄롯
짜 랄롯(베트남어: chả lá lốt)은 베트남의 고기 요리이다. 다진 돼지고기나 쇠고기를 양념해서 "랄롯"이라 불리는 산구장 잎에 싼 다음 기름에 지진 음식이다. 베트남 북부의 홍강 삼각주 지역의 짜 랄롯이 유명하다. 소에 들어가는 재료는 고기 외에 샬롯, 목이, 파, 달걀 노른자, 느억 맘(어장), 후추 등이 있다.

## 이름
베트남어 "짜(chả)"는 "다지거나 얇게 썰어 구운 고기나 달걀, 또는 해산물"을 일컫는 말이며, "랄롯(lá lốt)"은 "산구장"을 뜻한다.

## 같이 보기
- 보 느엉 랄롯
- 사르마